# Подъярков
Подъярков (укр. Під'ярків) — село в Бобрской городской общине Львовского района Львовской области Украины.
Население по переписи 2001 года составляло 470 человек. Занимает площадь 3,26 км². Почтовый индекс — 81214. Телефонный код — 3263.